# Sultanato de Joló
El Sultanato de Joló o Sultanato de Sulú (árabe: سلطنة سولو; joloano: Kasultanan Sūg; malayo: Kesultanan Suluk) era un estado musulmán que abarcaba gran parte de los territorios en el área del Mar de Joló, en el Suroeste de Filipinas y nordeste de Malasia. 
Se cree que el Sultanato fue fundado en 1450, aunque algunos historiadores musulmanes afirman que ya existía siglos atrás, desde los tiempos del Rajá Baguinda Alí.
En su apogeo, se extendía sobre las islas que bordean la península occidental de Mindanao en el este, hasta el actual estado de Sabah en Malasia en el oeste y el sur, y la isla de Palawan en el norte.
Las fuerzas coloniales españolas consiguieron establecer una fortaleza en Zamboanga que significó un apoyo crucial para las sucesivas expediciones a diferentes territorios del Sultanato.
Hasta el día de hoy la cuestión sobre quién es el legítimo sultán de Joló es disputada por los gobiernos de Filipinas y Malasia y varias ramas de la familia real, aunque la línea de sucesión recayó en la rama de la familia real de los Kiram desde 1823 hasta la muerte del último sultán soberano en 1936.

## Historia

### Antes del Islam
El área actual del Sultanato de Sulu estuvo una vez bajo la influencia del Imperio de Brunéi antes de que obtuviera su propia independencia en 1578. Más tarde, el primer asentamiento conocido en esta área que pronto sería ocupada por el sultanato estaba en Maimbung, Sulu, Maimbung, Jolo. Durante este tiempo, Sulu fue llamado Lupah Sug. El principado de Maimbung, poblado por la gente de Buranun (o Budanon, literalmente significa "habitantes de la montaña"), fue gobernado primero por cierto rajah que asumió el título de Rajah Sipad el Viejo. Según Majul, los orígenes del título rajah sipad provienen del hindú sri pada, que simboliza autoridad. El principado fue instituido y gobernado mediante el sistema de rajás. Sipad el Viejo fue sucedido por Sipad el Joven.
Algunos Chams que emigraron a Sulu se llamaban Orang Dampuan. La Civilización Champa y el puerto-reino de Sulu se involucraron en el comercio entre sí, lo que resultó en que los comerciantes Chams se establecieran en Sulu, donde eran conocidos como Orang Dampuan desde los siglos X-XIII. Los Orang Dampuan fueron asesinados por los envidiosos Sulu Buranuns nativos debido a la riqueza de los Orang Dampuan. Los Buranun fueron luego sometidos a una matanza de represalia por parte de los Orang Dampuan. Más tarde se restableció el comercio armonioso entre Sulu y Orang Dampuan. Los Yakans eran descendientes de los Orang Dampuan de Taguima que llegaron a Sulu desde Champa. Sulu received civilization in its Indic form from the Orang Dampuan.
Durante el reinado de Sipad el Joven, un místico llamado  Tuan  Mashā′ikha llegó a Jolo en 1280 d. C. Poco se sabe sobre los orígenes y la biografía temprana de Tuan Mashā′ikha, excepto que es un musulmán "que vino de tierras extranjeras" al frente de una flota de comerciantes musulmanes. o salió de un tallo de bambú y fue considerado un profeta, por lo tanto muy respetado por la gente. Otros informes, sin embargo, insistieron en que Tuan Mashā′ikha junto con sus padres, Jamiyun Kulisa e Indra Suga, fueron enviados a Sulu por Alejandro Magno (conocido como Iskandar Zulkarnain en Anales malayos). Sin embargo, Najeeb Mitry Saleeby, un médico estadounidense libanés que escribió "Una historia de Sulu" en 1908 y otros estudios de los Moros, descarta esta afirmación al concluir que Jamiyun Kulisa e Indra Suga eran nombres míticos. Según tarsila, durante la llegada de Tuan Mashā′ikha, la gente de Maimbung adoraba tumbas y piedras de cualquier tipo. Después de predicar el Islam en la zona, se casó con la hija de Sipad el Joven, Idda Indira Suga y tuvo tres hijos: Tuan Hakim, Tuan Pam y 'Aisha. Tuan Hakim, a su vez, engendró cinco hijos. De la genealogía de Tuan Mashā′ikha, comenzó en Sulu otro sistema titular de aristocracia llamado "tuanship". Además de Idda Indira Suga, Tuan Mashā′ikha también se casó con otra "mujer no identificada" y engendró a Moumin. Tuan Mashā′ikha murió en 710 año Hijri (equivalente a 1310 dC), y fue enterrado en Bud Dato cerca de Jolo, con una inscripción de Tuan Maqbālū.
A Durante la llegada de Tuan Mashā′ikha, el pueblo Tagimaha (literalmente significa "el partido del pueblo") proveniente de Basilan y varios lugares en Mindanao, también llegó y se estableció en Buansa. Después de Tagimaha llegó el pueblo Baklaya (que significa "habitantes de la costa"), que se cree que se originó en Sulawesi y se asentó en Patikul. Después de estos vinieron los pueblo Bajau (o Samal) de Johor. Los Bajau fueron conducidos accidentalmente hacia Sulu por un fuerte monzón, algunos de ellos a las costas de Brunéi y otros a Mindanao. La población de Buranun, Tagimaha y Baklaya en Sulu creó tres partidos con distintos sistemas de gobierno y súbditos. En los años 1300, los anales chinos, Nanhai zhi, informaron que Brunéi invadió o administró los reinos filipinos de Butuan, Sulu y Ma-i (Mindoro) que recuperarían su independencia en una fecha posterior. A
Según el Nagarakretagama, el Imperio Majapahit bajo el emperador Hayam Wuruk, invadió Sulu en el año 1365. Sin embargo, en 1369, los Sulus se rebelaron y recuperaron la independencia y en venganza, asaltaron el Imperio Majapahit y su provincia. 'Po-ni (Brunei), y había invadido la costa noreste de Borneo y luego fue a la capital, saqueándola de tesoros y oro. En el saqueo de Brunei, los Sulus habían robado 2 perlas sagradas del rey de Brunei. Una flota de la capital de Majapahit logró ahuyentar a los Sulus, pero "Po-ni" quedó más débil después del ataque. Hacia 1390 d. C., Rajah Baguinda Ali, un príncipe del Reino de Pagaruyung llegó a Sulu y se casó con miembros de la nobleza local. Al menos en 1417, según los anales chinos, tres reyes (o monarcas) gobernaban tres reinos civilizados en la isla. Patuka Pahala (Paduka Batara) (Las Islas de Sulu)  gobernaba el reino del este, era el más poderoso; el reino del oeste fue gobernado por Mahalachi (Maharajah Kamal ud-Din) (Kalimantan en Indonesia y Malaysia); y el reino cerca de la cueva (o Rey de la Cueva) era Paduka Patulapok (Palawan). Los colonos de Bajau se distribuyeron entre los tres reinos.
Los descendientes de Moumin, el hijo de Tuan Mashā′ikha poblaron Sulu. Después de algún tiempo, un tal Timway Orangkaya Su'il fue mencionado por la segunda página de tarsila, que recibió cuatro esclavos Bisaya (Personas de los Kedatuan de Madja-as) de Manila (presumiblemente Reino de Maynila) como una señal de amistad entre los dos países Los descendientes de Timway Orangkaya Su'il heredaron el título timway, que significa "jefe". En la tercera página de tarsila, se cuenta el hecho de que los esclavos fueron los antepasados de los habitantes de la isla de Parang, Lati, Gi'tung y Lu'uk respectivamente.
Luego, la cuarta página narra la llegada de los Buranun (a los que se hace referencia en la "tarsila" como "el pueblo Maimbung") Tagimaha, Baklaya y luego los inmigrantes Bajau de Johor. La condición de Sulu antes de la llegada del Islam se puede resumir como tal: La isla estaba habitada por varias culturas y era gobernada por tres reinos independientes gobernados por los pueblos Buranun, Tagimaha y Baklaya. Asimismo, los sistemas sociopolíticos de estos reinos se caracterizaron por varias instituciones distintas: rajahship, datusship, tuanship y timwayship. La llegada de Tuan Mashā′ikha luego estableció una comunidad islámica central en la isla.

### Establecimiento
Durante el siglo XIII, colonizadores de Minangkabau comenzaron a establecerse a lo largo de la costa oeste de la isla de Sumatra, de Meulaboh hasta Bengkulu, mientras que comerciaban en especias con en el Aceh. En Aceh, se les conoce como Aneuk Jamee Según algunas teorías, el Rajá Baguinda emigró al sur de Filipinas y fundó el Sultanato de Joló en 1390.
Otra fuente afirma que durante la década de 1450, Shariful Hashem Syed Abu Bakar, un árabe nacido en Johor, llegó a Joló desde Malaca. En 1457, fundó el Sultanato de Joló, y luego se rebautizó a sí mismo como "Paduka Maulana Mahasari Sharif Sultan Hashem Abu Bakar", adornando su nombre con no menos de cinco títulos consecutivos deferentes: "Paduka" es un término local para "Amo", "Maulana" es una palabra de origen árabe, que significa "lo mismo", "Mahasari" significa "Su Majestad", "Sharif (Jerife)" es una palabra árabe que significa "gobernante local", mientras que "Sultán" es un título utilizado en algunos países islámicos equivalente al de rey o monarca.

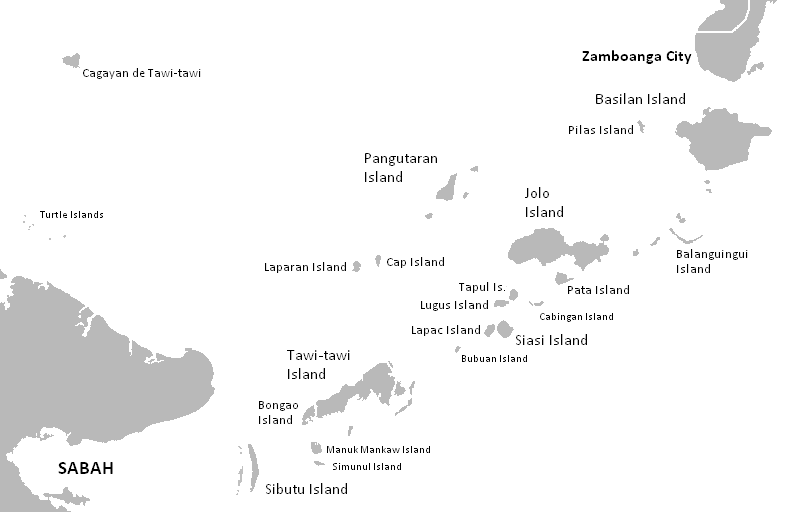
Archipiélago de Joló.

En 1658 (aunque otras fuentes afirman que fue en 1703) el Sultanato de Joló recibió la región de Borneo del Norte del Sultán de Brunéi, en agradecimiento después de que el Sultanato de Joló hubiera enviado ayuda para sofocar una rebelión en Brunéi. En ese mismo año, el Sultanato de Joló entregó las Islas de la Paragua a Qudarat, Sultán de Maguindanao, quien se casó con una princesa de Joló, formando una alianza. El Sultán Qudarat finalmente cedió Paragua al Imperio Español en 1705 y Basilán en 1762.

## Sabah

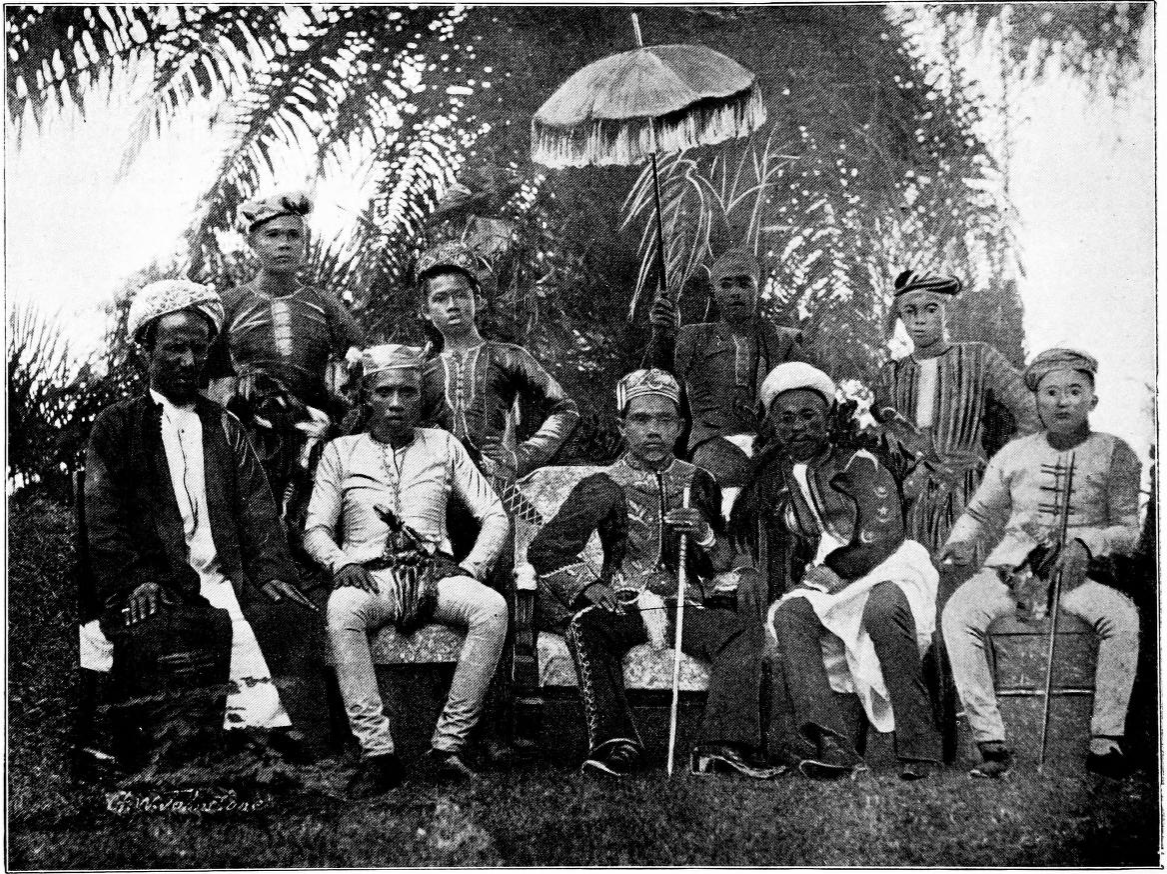
Sultán de Joló.

En 1865, el cónsul de Estados Unidos en Brunéi, Claude Lee Moses, obtuvo un contrato de arrendamiento por diez años para el territorio de Borneo septentrional. Sin embargo, Moses vendió sus derechos a la American Trading Company en Hong Kong. Asediado con dificultades financieras, la compañía cedió sus derechos en el Norte de Borneo al cónsul del Imperio austrohúngaro en Hong Kong, el barón Von Overbeck. Von Overbeck consiguió una renovación de diez años del contrato de arrendamiento por parte del "Temenggong" de Brunéi, y un tratado similar del Sultán de Joló el 22 de enero de 1878.
Para financiar sus planes para el norte de Borneo, Overbeck consiguió el apoyo financiero de los hermanos Dent - Alfred y Edward Dent. Sin embargo, fue incapaz de involucrar a su gobierno en el desarrollo del territorio. Von Overbeck se retiró de la operación en 1880, dejando a Alfred Dent en el control. Dent fue entonces apoyado por Rutherford Alcock y el almirante Harry Keppel. En julio de 1881, Alfred Dent y su hermano formaron la British North Borneo Company y en mayo de 1882 la empresa procedió a organizar los asentamientos y la administración del territorio, a pesar de las protestas diplomáticas del gobierno holandés, español y de Sarawak. 
Aunque en 1888, el norte de Borneo, junto con Sarawak y Brunéi adquirieron el estatus de protectorados de Gran Bretaña, su administración sin embargo, permaneció en manos de la British North Borneo Company. En retrospectiva, el Ministerio de Asuntos Exteriores británico admitió que la cuestión de la soberanía seguía dependiendo de la voluntad del Sultán de Joló y no podía ser delegada en cualquiera de las partes, porque el tratado de 1878 lo prohibía expresamente. En concreto, el tratado de 1878 se específica claramente que "los derechos y facultades de arrendamiento no se transferirán a otra nación o otra empresa de otra nacionalidad, sin el consentimiento del Sultanato de Brunéi y el Sultanato de Joló". 
A pesar de que mediante un referéndum supervisado por las Naciones Unidas, la parte de Borneo del Norte conocida como Sabah, se adhirió a Malasia en 1963, su estado es disputado tanto por los herederos de la rama Kiram, así como por el gobierno filipino. Sin embargo, todos los intentos para resolver el problema en la Corte Internacional de Justicia están siendo bloqueados por la falta de voluntad del gobierno de Malasia.